# San Cristóbal (municipio argentino)
San Cristóbal è una cittadina dell'Argentina, capoluogo del dipartimento omonimo, nella provincia di Santa Fe.

## Geografia
San Cristóbal è situata nella parte nord-ovest della provincia di Santa Fe, a 174 km a nord-ovest dal capoluogo provinciale.

## Storia
Fu fondata nel 1890 come colonia agricola. Il 21 gennaio 1894 ottenne lo status di comune ed il 1º marzo 1959 fu dichiarata città.